# Nicola Monfredi
Nicola Monfredi (Taranto, 2 febbraio 1946 – Bari, 29 agosto 1985) è stato un politico e avvocato italiano deputato per la Democrazia Cristiana nella IX Legislatura, scomparso all'età di 39 anni a seguito in un incidente stradale mentre era in carica.